# Coppa Italia di calcio da tavolo 2003
La quindicesima Coppa Italia di calcio da tavolo venne organizzata dalla F.I.S.C.T. a Sansepolcro il 22 e 23 novembre 2003. La gara fu suddivisa nella categoria "Master", per i primi 24 giocatori del "Ranking Italia", nella categoria "Cadetti" per tutti gli altri, nel "Trofeo Avvenire" per gli "Under15" e nella competizione per squadre di Club.

## Medagliere
| Pos. | Regione          |   |   |   | Totale |
| ---- | ---------------- | - | - | - | ------ |
| 1    | Toscana          | 2 | 1 | 3 | 6      |
| 2    | Emilia-Romagna   | 1 | 1 | 1 | 3      |
| 3    | Umbria           | 1 | 0 | 1 | 2      |
| 4    | Lombardia        | 0 | 1 | 0 | 1      |
| -    | Charleroi Belgio | 0 | 1 | 0 | 1      |
| 6    | Marche           | 0 | 0 | 2 | 2      |
| 7    | Lazio            | 0 | 0 | 1 | 1      |

## Risultati

### Categoria Master

#### Girone 1
- Giancarlo Giulianini - Ilario Dragonetti 2-1
- Paolo Cuccu - Ilario Dragonetti 1-1
- Giancarlo Giulianini - Paolo Cuccu 3-1

#### Girone 2
- Marco Lauretti - Matteo Suffritti 1-0
- Francesco Quattrini - Matteo Suffritti 2-1
- Marco Lauretti - Francesco Quattrini 1-2

#### Girone 3
- Massimiliano Nastasi - Michelangelo Mazzilli 5-2
- Roberto Rocchi - Michelangelo Mazzilli 4-1
- Massimiliano Nastasi - Roberto Rocchi 4-2

#### Girone 4
- Saverio Bari - Marco Lamberti 1-1
- Antonio Mettivieri - Marco Lamberti 0-0
- Saverio Bari - Antonio Mettivieri 1-3

#### Girone 5
- Alex Iorio - Mauro Salvati 1-0
- Massimo Bolognino - Mauro Salvati 3-0
- Alex Iorio - Massimo Bolognino 0-0

#### Girone 6
- Francesco Mattiangeli - Renzo Frignani 1-1
- Valentino Spagnolo - Renzo Frignani 0-1
- Francesco Mattiangeli - Valentino Spagnolo 4-0

#### Girone 7
- Massimiliano Croatti - Massimiliano Berselli 3-0
- Marco Perazzo - Massimiliano Berselli 3-0
- Massimiliano Croatti - Marco Perazzo 0-1

#### Girone 8
- Paolo Finardi - Francesco Venturello 2-2
- Luca Capellacci - Francesco Venturello 4-2
- Luca Capellacci - Paolo Finardi 1-0

#### Ottavi di finale
- Giancarlo Giulianini - Massimiliano Croatti 2-1
- Marco Lauretti - Luca Capellacci 0-0* d.c.p.
- Massimo Bolognino - Roberto Rocchi 4-0
- Antonio Mettivieri - Renzo Frignani 4-0
- Massimiliano Nastasi - Alex Iorio 2-0
- Francesco Mattiangeli - Marco Lamberti 2-3 d.t.s.
- Marco Perazzo - Ilario Dragonetti 2-2* d.c.p.
- Paolo Finardi - Francesco Quattrini 2-2* d.c.p.

#### Quarti di finale
- Giancarlo Giulianini - Luca Capellacci 2-2* d.c.p.
- Massimo Bolognino - Antonio Mettivieri 2-3
- Massimiliano Nastasi - Marco Lamberti 2-0
- Ilario Dragonetti - Francesco Quattrini 0-1

#### Semifinali
- Luca Capellacci - Antonio Mettivieri 1-2
- Massimiliano Nastasi - Francesco Quattrini 4-0

#### Finale
- Massimiliano Nastasi - Antonio Mettivieri 2-1 d.t.s.

### Categoria Squadre

#### Girone 1
- T.S.C. Black Rose '98 Roma - S.C. Cagliari 4-0
- S.C. Bari - T.S.C. Black Rose '98 Roma 1-2
- S.C. Cagliari - S.C. Bari 0-4

#### Girone 2
- A.C.S. Perugia - S.C. Viareggio 4-0
- C.C.T. Black & Blue Pisa - A.C.S. Perugia 0-3
- S.C. Viareggio - C.C.T. Black & Blue Pisa 0-3

#### Girone 3
- Reggiana Subbuteo - S.C. Subbito Ferrara 4-0
- S.C. Virtus 4 Strade Rieti - Reggiana Subbuteo 0-4
- S.C. Subbito Ferrara - S.C. Virtus 4 Strade Rieti 0-4

#### Girone 4
- T.S.C. Stella Artois Milano - S.C. Urbe Roma 4-0
- S.C. Sessana '83 - T.S.C. Stella Artois Milano 0-4
- S.C. Urbe Roma - S.C. Sessana '83 1-3

#### Girone 5
- S.C. Warriors 1983 Torino - S.C. Firenze 4-0
- S.C. D.L.F. Gorizia - S.C. Warriors 1983 Torino 0-4
- S.C. Firenze - S.C. D.L.F. Gorizia 1-3

#### Girone 6
- C.C.T. Eagles Napoli - S.C. Napoli 2000 4-0
- S.C. Luigi Riva Sansepolcro - C.C.T. Eagles Napoli 0-3
- S.C. Napoli 2000 - S.C. Luigi Riva Sansepolcro 0-4

#### Girone 7
- Bologna Tigers Subbuteo - S.C. Cesena 3-1
- S.C. Biella '91 - Bologna Tigers Subbuteo 0-4
- S.C. Cesena - S.C. Biella '91 1-2

#### Girone 8
- S.C. Bergamo - T.S.C. Latina 2-1
- S.C. Meridies Catania - S.C. Bergamo 1-2
- T.S.C. Latina - S.C. Meridies Catania 1-3

#### Ottavi di finale
- T.S.C. Black Rose '98 Roma - S.C. Biella '91 3-0
- S.C. Bergamo - C.C.T. Black & Blue Pisa 1-3
- S.C. Warriors 1983 Torino - S.C. Virtus 4 Strade Rieti 0-2
- T.S.C. Stella Artois Milano - S.C. Luigi Riva Sansepolcro 4-0
- Reggiana Subbuteo - S.C. D.L.F. Gorizia 4-0
- C.C.T. Eagles Napoli - *S.C. Sessana '83 4-0
- Bologna Tigers Subbuteo - S.C. Bari 2-1
- A.C.S. Perugia - S.C. Meridies Catania 3-0

#### Quarti di finale
- T.S.C. Black Rose '98 Roma - C.C.T. Black & Blue Pisa 3-1
- S.C. Virtus 4 Strade Rieti - T.S.C. Stella Artois Milano 0-2
- Reggiana Subbuteo - C.C.T. Eagles Napoli 2-1
- Bologna Tigers Subbuteo - A.C.S. Perugia 0-3

#### Semifinali
- T.S.C. Black Rose '98 Roma - T.S.C. Stella Artois Milano 1-2
- A.C.S. Perugia - Reggiana Subbuteo 1-1* d.c.p.

#### Finale

##### T.S.C. Stella Artois Milano - Reggiana Subbuteo 1-2
| Stefano Scagni | Saverio Bari         | 0-2 |
| Efrem Intra    | Luca Capellacci      | 2-0 |
| Roberto Rocchi | Francesco Quattrini  | 2-2 |
| Alex Iorio     | Giancarlo Giulianini | 0-1 |

### Categoria Cadetti

#### Girone 1
- Maurizio Colella - Luca Trabanelli 1-0

#### Girone 2
- Mattia Stoto - Paolo Bartolomeo 1-1

#### Girone 3
- Maurizio Scaminante - Federico Mattinageli 0-3

#### Girone 4
- Alessandro Raiteri - Simone Lazzarini 0-1

#### Girone 5
- Alberto Apollo - Massimo Bellotti 4-0

#### Girone 6
- Alberto Riccò - Marco De Angelis 1-0
- Maurizio Sasso - Alberto Riccò 1-2
- Marco De Angelis Maurizio Sasso 2-2

#### Girone 7
- Gaetano Sasso - Rodolfo Casentini 1-2
- Antonio Aloisi - Gaetano Sasso 2-1
- Rodolfo Casentini - Antonio Aloisi 2-1

#### Girone 8
- Giorgio Proietti - Mauro Manganello 0-3
- Alessandro Toni - Giorgio Proietti 3-0
- Mauro Manganello - Alessandro Toni 0-3

#### Girone 9
- Ivan Zarra - Riccardo Battello 2-0
- Barone - Ivan Zarra 0-3ff
- Riccardo Battello - Barone 0-3ff

#### Girone 10
- Michele Sterlecchini - Giuseppe Murru 2-0
- Giuseppe Murru  - Antonello Dalia 0-3
- Antonello Dalia - Michele Sterlecchini 0-0

#### Girone 11
- Maurizio Jon Scotta - Andrea Cagnolati 2-0
- Andrea Cagnolati - Massimo Meneguzzo 8-2
- Massimo Meneguzzo - Maurizio Jon Scotta 1-6

#### Girone 12
- Riccardo Marinucci - Francesco Gallo 3-0
- Saverio Ferrante - Riccardo Marinucci 2-1
- Francesco Gallo - Saverio Ferrante 0-3

#### Girone 13
- Carlo Viganò - Scalia 3-0
- Fabio Malvaso - Carlo Viganò 2-0
- Scalia - Fabio Malvaso 0-3

#### Girone 14
- Marco Pinausi - Cristian Amerise 3-0
- Filippo Morabito - Marco Pinausi 0-3
- Cristian Amerise - Filippo Morabito 3-0

#### Girone 15
- Loredana Ferri - Enrico Migliavacca 1-3
- Paolo Santoro - Loredana Ferri 2-1
- Enrico Migliavacca - Paolo Santoro 0-0

#### Girone 16
- Stefano Buono - Emanuele Licheri 2-2
- Kristian De Comelli - Stefano Buono 0-6
- Emanuele Licheri - Kristian De Comelli 2-0

#### Girone 17
- Emanuele Cattani - Andrea Busi 5-0
- Andrea Busi - Simone Nappini 1-3
- Simone Nappini - Emanuele Cattani 4-3

#### Girone 18
- Vincenzo Riccio - Giuseppe Guzzetta 3-0ff
- Giuseppe Guzzetta - Maurizio Tomei 0-3ff
- Maurizio Tomei - Vincenzo Riccio 1-1

#### Girone 19
- Simone Finotti - Alessandro Pecchioli 1-0
- Giovanni Gagliardi - Simone Finotti 2-0
- Alessandro Pecchioli - Giovanni Gagliardi 1-3

#### Girone 20
- Paolo Martiner Testa - Simone Faraoni 3-1
- Giuseppe Setale - Paolo Martiner Testa 0-2
- Simone Faraoni - Giuseppe Setale 2-1

#### Girone 21
- Stefano Fontana - Fabio Bernardini 6-0
- Lucio Canicchio - Stefano Fontana 1-2
- Fabio Bernardini - Lucio Canicchio 0-3

#### Girone 23
- Marco Borriello - Paolo Carravetta 1-1
- Daniele Bertelli - Marco Borriello 2-0
- Paolo Carravetta - Daniele Bertelli 0-3

#### Girone 24
- Attilio Lucca - Romoaldo Balzano 0-3
- Paolo Giantomasi - Attilio Lucca 1-2
- Romoaldo Balzano - Paolo Giantomasi 1-1

#### Girone 25
- Giovanni Riccardi - Alberto Amadei 3-0
- Egidio Colombo - Giovanni Riccardi 2-0
- Alberto Amadei - Egidio Colombo 0-3

#### Barrages
- Paolo Bartolomeo - Attilio Lucca 0-3
- Simone Nappini - Paolo Santoro 2-0
- Egidio Colombo - Michele Sterlecchini 0-3
- Antonio Aloisi - Maurizio Tomei 2-1
- Maurizio Sasso - Simone Finotti 1-0
- Andrea Cagnolati - Stefano Fontana 1-1* d.c.p.
- Paolo Martiner Testa - Cristian Amerise 3-0
- Maurizio Scaminante - Marco Borriello 0-2
- Alessandro Raiteri - Lucio Canicchio 2-1
- Giovanni Gagliardi - Carlo Viganò 3-0
- Daniele Bertelli - Riccardo Marinucci 3-0
- Massimo Bellotti - Simone Faraoni 1-2
- bye - Emanuele Cattani 0-3ff
- Riccardo Battello - Romoaldo Balzano 0-0* d.c.p.
- Vincenzo Riccio - Emanuele Licheri 2-1
- Luca Trabanelli - Giovanni Riccardi 5-1

#### Sedicesimi di finale
- Maurizio Colella - Attilio Lucca 4-0
- Stefano Buono - Simone Nappini 3-0
- Ivan Zarra - Michele Sterlecchini 0-2
- Alessandro Toni - Antonio Aloisi 0-2
- Maurizio Sasso - Alberto Apollo 2-2* d.c.p.
- Saverio Ferrante - Stefano Fontana 0-0* d.c.p.
- Fabio Malvaso - Paolo Martiner Testa 1-2 d.t.s.
- Simone Lazzarini - Marco Borriello 1-0
- Federico Mattiangeli - Alessandro Raiteri 0-3ff
- Marco Pinausi - Giovanni Gagliardi 2-4
- Maurizio Jon Scotta - Daniele Bertelli 1-5
- Alberto Riccò - Simone Faraoni 1-0
- Emanuele Cattani - Rodolfo Casentini 1-1* d.c.p.
- Antonello Dalia - Romoaldo Balzano 4-0
- Enrico Migliavacca - Vincenzo Riccio 0-0* d.c.p.
- Mattia Stoto - Luca Trabanelli 1-0

#### Ottavi di finale
- Maurizio Colella - Stefano Buono 0-1
- Michele Sterlecchini - Antonio Aloisi 1-0
- Alberto Apollo - Stefano Fontana 2-1 d.t.s.
- Paolo Martiner Testa - Simone Lazzarini 2-1
- Alessandro Raiteri - Giovanni Gagliardi 1-0
- Daniele Bertelli - Alberto Riccò 1-0
- Rodolfo Casentini - Antonello Dalia 2-0
- Vincenzo Riccio - Mattia Stoto2-0

#### Quarti di finale
- Michele Sterlecchini - Stefano Buono 0-0* d.c.p.
- Alberto Apollo - Paolo Martiner Testa 3-0
- Alessandro Raiteri - Daniele Bertelli 0-3
- Rodolfo Casentini - Vincenzo Riccio 1-0

#### Semifinali
- Stefano Buono - Alberto Apollo 2-1 d.t.s.
- Daniele Bertelli - Rodolfo Casentini 2-1

#### Finale
- Daniele Bertelli - Stefano Buono 5-0

### Trofeo Avvenire "Under19"

#### Girone 1
- Marco Pennacchini - Cristopher Rossi  2-0

#### Girone 2
- Johnatan Tartarelli - Matteo Canosci 4-0
- Michael Plumari - Johnatan Tartarelli 0-1
- Matteo Canosci - Michael Plumari 0-2

#### Girone 3
- Pietro Mercati - Giacomo Giordano 0-1
- Mattia Bellotti - Pietro Mercati 1-2
- Giacomo Giordano - Pietro Mercati 0-4

#### Girone 4
- Boriosi - Jacuzzi 0-3ff
- Manuel Guidi - Boriosi 3-0ff
- Jacuzzi - Manuel Guidi 0-10

#### Girone 5
- Davide Gambacci - Leonardo Praino 3-0
- Matteo Muccioli - Davide Gambacci 0-3
- Leonardo Praino - Matteo Muccioli 1-3

#### Girone 6
- Giacomo Meozzi - Giacomo Vaschetti 3-0
- Andrea Roveri - Giacomo Meozzi 0-3
- Giacomo Vaschetti - Andrea Roveri 5-0

#### Barrages
- Pietro Mercati - Giacomo Vaschetti 3-0
- Davide Gambacci - Michael Plumari 6-1
- Giacomo Meozzi - Cristopher Rossi  2-1
- Jacuzzi - Matteo Muccioli 0-6

#### Quarti di finale
- Marco Pennacchini - Pietro Mercati 4-0
- Manuel Guidi - Davide Gambacci 1-6
- Mattia Bellotti - Giacomo Meozzi 0-1
- Johnatan Tartarelli - Matteo Muccioli 1-1* d.c.p.

#### Semifinali
- Marco Pennacchini - Davide Gambacci 2-0
- Giacomo Meozzi - Matteo Muccioli 1-4

#### Finale
- Marco Pennacchini - Matteo Muccioli 4-1